# ミナミ無線電機
ミナミ無線電機株式会社（ミナミむせんでんき）は、かつてミナミ電気館、ザ・ミナミ、ミナミムセンの屋号で秋葉原・茨城県を中心に店舗を展開していた家電量販店。

## 概要

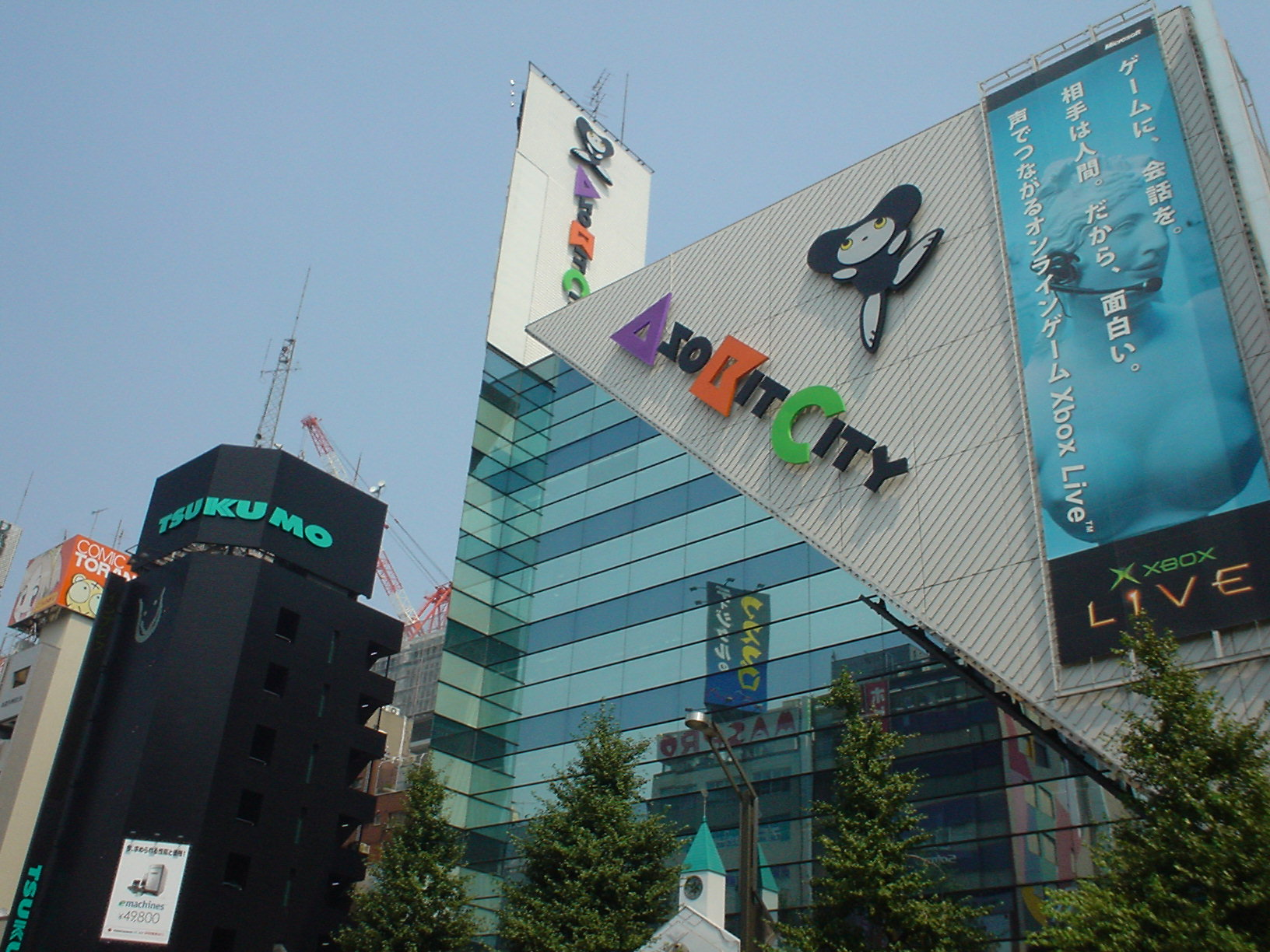
アソビットシティ（2004年4月11日閉店）

1945年、ラジオ店「ミナミ無線電機製作所」として埼玉県大宮市で創業。1948年には秋葉原に進出してミナミ無線電機株式会社に改組、早朝営業などのアイデア戦略と積極的な売り込みで業績を伸ばしていった。テレビ放送黎明期の1953年にはミナミテレビジョン株式会社を設立し、テレビ本体の製造を行っていた時期もあったが、大手電機メーカーの進出で撤退した。
1984年にそれまで本店を構えていた周囲一帯の土地を買い上げ、地上8階地下1階建の自社ビル・ミナミビルを建設。ミナミビルに開業した「ミナミ電気館秋葉原本店」は当時、単一店舗としては秋葉原で最大の売場面積を誇った。
1980年代後半には、首都圏でのフランチャイズ店舗展開の強化を進める一方で、松戸に家電とソフトの複合店を開店するなど、積極的に事業拡大を行い、最盛期にはその他にも茨城県各地（勝田・石岡・日立・水戸）や新宿などに多店舗展開し、1991年11月期で110億円を売り上げるまでに成長した。
しかし、バブル崩壊による消費不振により売上が伸び悩み、秋葉原本店の家電売場を5階までに縮小。6、7階部分を使い輸入雑貨やギフト品、ブランドバッグなどの売場を設けるなど、非家電部門強化による打開策を試みた。
1994年6月には亜土電子工業と業務提携し、「T-ZONEミナミ」として本店のパソコン売場を拡大。当初はミナミ無線電機による運営だったが、同年末には規模を拡大して亜土電子工業による直営店舗となった。
「T-ZONEミナミ」は後に「T･ZONE.秋葉原本店」に名を変え、営業当時はラオックスの「ザ・コンピュータ館」と並ぶ日本屈指のパソコンショップとしても知られたが、パソコン需要の低迷とT-ZONEの経営主体の迷走を受け、2002年5月31日に閉店。一般家電売場だった1、2階のみミナミムセン秋葉原本店としての営業を継続したが、同年9月9日をもって閉店した。
同年10月にはビル全体をラオックスに賃貸し、総合エンターテインメント店「アソビットシティ」が開店したが、ミナミ無線電機が投資ファンドにビルを売却した関係で1年半後の2004年4月に閉店し撤退、同年8月からはドン・キホーテ秋葉原店が入居している。現在では、ドン・キホーテのほかに東京レジャーランド秋葉原2号店・AKB48劇場も入居している。
なお、ミナミ無線電機の法人は2005年3月20日付で解散、2006年8月20日付で清算結了し、完全消滅している。

## グループでの事業展開
創業一族である南学家はバブル以前から、ミナミ無線電機を中心にゴルフ場、スキー場、ホテル、レジャー施設などへ経営を多角化する一方、南学正夫社長個人でサルバドール・ダリの絵画を始めとした美術品収集を手がけていた。これらコレクションは、1986年9月にミナミ電気館本店7階に併設された「ミナミ美術館」で公開され、『ダリ 愛の宝飾展』として常設展示し、それまで秋葉原に少なかった女性客の取り込みを図った。美術館は1989年以降「ミナミ宝飾美術館」と改名して新宿駅前、更には鎌倉駅前と移転したものの、コレクション散逸により閉鎖に追い込まれている。また1987年には秋田県田沢湖畔に田沢湖金色大観音を建立、大観音を中心としたレジャー開発を企図するが、これが宗教法人名義を使った節税だとして批判もあった。
現在では株式会社ミナックスが、ミナックスグループとして、スターホテルグループやゴルフ場などを手がけている。

## ミオス
秋葉原にはかつて、ミナミ無線電機の創業者一族が経営する別の家電量販店「ミオス本館」（株式会社ミオス。旧社名：ミナミ電気株式会社）も存在していた。ミオスは1993年に閉店し秋葉原における家電量販事業から撤退、店舗跡はその後ソフマップの店舗を経て、現在はラムタラが入居している。ミオスの経営母体は現在でも、掛川市にあるゴルフ場「ミオス菊川カントリークラブ」の経営元として現存している。

## その他
- ミナミ電気館時代は小林亜星、ザ・ミナミ時代は松本典子と櫻井智を起用したCMを関東ローカルで放映していた。
- かつてミナミビル正面にピーターパンのからくり時計が設置されていた。設備の一部が現在も残されている[13]。